# MFK Dubnica
MFK Dubnica é uma equipe eslovaca de futebol com sede em Dubnica nad Váhom. Disputa a terceira divisão da Eslováquia (3. Liga).
Seus jogos são mandados no Mestský štadión, que possui capacidade para 5.450 espectadores.

## História
O MFK Dubnica foi fundado em 1926.